# 綜合招聘考試
綜合招聘考試 （Common Recruitment Examination (CRE)） 是香港特別行政區政府公務員事務局用來招聘公務員的考試，申請人必須取得學位/專業程度或以上資格方能報考。
考試分為四部份，一為英文運用、中文運用、能力傾向測試和基本法及香港國安法測試（學位/專業程度職系）
。這四項考卷都是多項選擇題格式的試卷，英文運用、中文運用、能力傾向測試時限45分鐘；而基本法及香港國安法時限則為30分鐘。考生在英文運用及中文運用兩份試卷的成績會被評核為二級、一級或不及格，以二級為最高等級；在能力傾向測試和基本法及香港國安法測試的成績分為及格或不及格。兩個語文試卷的二級和一級成績、能力傾向測試和基本法及香港國安法測試的合格結果永久有效。考試雖然是為招聘用，但及格者並非直接成為公務員，而是運用該成績個別投考各部門職位。
基本法及香港國安法測試取得及格成績是所有公務員職位的入職條件。所有申請人（包括過往曾參加任何《基本法》測試的申請人）如欲應徵2022年7月1日起刊登的公務員職位招聘，必須在《基本法及香港國安法》測試中取得及格成績方會獲考慮聘用。該測試形式為二十條多項選擇題，時限三十分鐘，答對十題或以上為取得及格成績。

## 外部連結
- 綜合招聘考試 （页面存档备份，存于）
- 基本法考試 （页面存档备份，存于）